# Eternal (松田聖子のアルバム)
『Eternal』（エターナル）は、松田聖子通算19枚目のオリジナル・アルバムで初のカバー・アルバム。1991年5月2日に発売。発売元はSony Records。CD初回盤は、スーパー・ピクチャーCDと、デジパックによるスペシャル・パッケージの初回限定仕様。

## 解説
コピー： 聖子が自ら選び、歌う、洋楽バラード・カバー・ソング集。
全米デビューのため単身ニューヨークに渡っていた聖子が、当時現地でヒット曲としてよく耳にした洋楽をチョイスし、日本語の詞を付けて松田聖子のオリジナルとしてカバーしたアルバム。
「Hold On 〜English Version〜」と「Crazy For You 〜English Version〜」はMVが制作されている（1991年8月1日リリース・初のミュージック・ビデオ集『SEIKO clips』収録）。
2006年には第二弾となる『Eternal II』を発表した。

## 収録曲
1. Hold On 〜English Version〜　（4:32）
Wilson Phillips「Hold On」（1990年）のカバー
2. How Can I Fall?　（4:42）
Breathe「How Can I Fall?」（1988年）のカバー
3. All This Time　（4:23）
Tiffany「All This Time」（1988年）のカバー
4. Eternal Flame　（3:37）
The Bangles「Eternal Flame」（1989年）のカバー
5. Here We Are　（4:45）
Gloria Estefan「Here We Are」（1989年）のカバー
6. Everything　（4:14）
Jody Watley「Everything」（1989年）のカバー
7. How Am I Supposed To Live Without You　（4:46）
Michael Bolton「How Am I Supposed to Live Without You」（1989年）のカバー
8. Shower Me With Your Love　（4:45）
Surface「Shower Me With Your Love」（1989年）のカバー
9. Totally In Love With You 〜Original New song〜　（4:21）
作詞・作曲：Buckner Gerald Martin、オリジナル楽曲（1991年）
10. Crazy For You 〜English Version〜　（4:22）
Madonna「Crazy For You」（1985年）のカバー

## 関連作品
- SEIKO clips
- Eternal II